# Tour de la Communauté valencienne 2023
La 74e édition du Tour de la Communauté valencienne (nom officiel : Vuelta Ciclista a la Comunidad Valencia Gran Premio Banc Sabadell) a lieu du 1er au 5 février 2023, en Espagne, sur un parcours de 787,5 kilomètres. La course fait partie du calendrier UCI ProSeries en catégorie 2.Pro. 

## Équipes
Dix-neuf équipes participent à la course, dix UCI WorldTeams et neuf UCI ProTeams.
| WorldTeams (10)- Astana Qazaqstan Team - Bahrain Victorious - Bora-Hansgrohe - Intermarché-Circus-Wanty - Jumbo-Visma - Movistar Team - Team Jayco AlUla - Trek-Segafredo - UAE Team Emirates - Ineos Grenadiers ProTeams (9)- Burgos-BH - Caja Rural-Seguros RGA - Euskaltel-Euskadi - Equipo Kern Pharma - Green Project-Bardiani CSF-Faizanè - Human Powered Health - Q36.5 Pro Cycling Team - Team Flanders-Baloise - Uno-X Pro Cycling Team |
| |

## Étapes
| Étape     | Date   | Villes étapes                          | type                      | Distance (km) | Dénivelé (m) | Vainqueur d'étape  | Leader du classement général |
| --------- | ------ | -------------------------------------- | ------------------------- | ------------- | ------------ | ------------------ | ---------------------------- |
| 1re étape | 1 fév. | Orihuela – Altée                       | étape de moyenne montagne | 189,4         | 2 076 m      | Biniam Girmay      | Biniam Girmay                |
| 2e étape  | 2 fév. | Novelda – Alto del Pino                | étape de montagne         | 178,2         | 3 458 m      | Giulio Ciccone     | Giulio Ciccone               |
| 3e étape  | 3 fév. | Bétera – Sagonte                       | étape de moyenne montagne | 145,1         | 1 737 m      | Simone Velasco     | Giulio Ciccone               |
| 4e étape  | 4 fév. | Borriana – Santuario de la Cueva Santa | étape de montagne         | 181,6         | 3 649 m      | Tao Geoghegan Hart | Giulio Ciccone               |
| 5e étape  | 5 fév. | Paterna – Valence                      | étape de moyenne montagne | 93,2          | 1 169 m      | Rui Costa          | Rui Costa                    |

## Déroulement de la course

### 1reétape
| \| Classement de l'étape \| Classement de l'étape \| Classement de l'étape \| Classement de l'étape \| Classement de l'étape \| \| Coureur \| Coureur \| Pays \| Équipe \| Temps \| \| --------------------- \| --------------------- \| --------------------- \| ------------------------ \| --------------------- \| \| 1er \| Biniam Girmay \| Érythrée \| Intermarché-Circus-Wanty \| 4 h 38 min 11 s \| \| 2e \| Olav Kooij \| Pays-Bas \| Jumbo-Visma \| + 0 s \| \| 3e \| Iván García Cortina \| Espagne \| Movistar Team \| + 0 s \| \| 4e \| José Joaquín Rojas \| Espagne \| Movistar Team \| + 0 s \| \| 5e \| Alex Aranburu \| Espagne \| Movistar Team \| + 0 s \| \| 6e \| Antonio Jesús Soto \| Espagne \| Euskaltel-Euskadi \| + 0 s \| \| 7e \| Samuele Battistella \| Italie \| Astana Qazaqstan Team \| + 0 s \| \| 8e \| Fernando Barceló \| Espagne \| Caja Rural-Seguros RGA \| + 0 s \| \| 9e \| Louis Bendixen \| Danemark \| Uno-X Pro Cycling Team \| + 0 s \| \| 10e \| Giulio Ciccone \| Italie \| Trek-Segafredo \| + 0 s \| |                     |          |                          |                 |
| |                     |          |                          |                 |
| Source : ProCyclingStats |                     |          |                          |                 |
| Classement de l'étape |                     |          |                          |                 |
| Coureur | Coureur             | Pays     | Équipe                   | Temps           |
| 1er | Biniam Girmay       | Érythrée | Intermarché-Circus-Wanty | 4 h 38 min 11 s |
| 2e | Olav Kooij          | Pays-Bas | Jumbo-Visma              | + 0 s           |
| 3e | Iván García Cortina | Espagne  | Movistar Team            | + 0 s           |
| 4e | José Joaquín Rojas  | Espagne  | Movistar Team            | + 0 s           |
| 5e | Alex Aranburu       | Espagne  | Movistar Team            | + 0 s           |
| 6e | Antonio Jesús Soto  | Espagne  | Euskaltel-Euskadi        | + 0 s           |
| 7e | Samuele Battistella | Italie   | Astana Qazaqstan Team    | + 0 s           |
| 8e | Fernando Barceló    | Espagne  | Caja Rural-Seguros RGA   | + 0 s           |
| 9e | Louis Bendixen      | Danemark | Uno-X Pro Cycling Team   | + 0 s           |
| 10e | Giulio Ciccone      | Italie   | Trek-Segafredo           | + 0 s           |

| \| Classement général \| Classement général \| Classement général \| Classement général \| Classement général \| \| Coureur \| Coureur \| Pays \| Équipe \| Temps \| \| ------------------ \| ------------------- \| ------------------ \| ------------------------ \| ------------------ \| \| 1er \| Biniam Girmay \| Érythrée \| Intermarché-Circus-Wanty \| 4 h 38 min 01 s \| \| 2e \| Olav Kooij \| Pays-Bas \| Jumbo-Visma \| + 4 s \| \| 3e \| Iván García Cortina \| Espagne \| Movistar Team \| + 6 s \| \| 4e \| José Joaquín Rojas \| Espagne \| Movistar Team \| + 10 s \| \| 5e \| Alex Aranburu \| Espagne \| Movistar Team \| + 10 s \| \| 6e \| Antonio Jesús Soto \| Espagne \| Euskaltel-Euskadi \| + 10 s \| \| 7e \| Samuele Battistella \| Italie \| Astana Qazaqstan Team \| + 10 s \| \| 8e \| Fernando Barceló \| Espagne \| Caja Rural-Seguros RGA \| + 10 s \| \| 9e \| Louis Bendixen \| Danemark \| Uno-X Pro Cycling Team \| + 10 s \| \| 10e \| Giulio Ciccone \| Italie \| Trek-Segafredo \| + 10 s \| |                     |          |                          |                 |
| |                     |          |                          |                 |
| Source : ProCyclingStats |                     |          |                          |                 |
| Classement général |                     |          |                          |                 |
| Coureur | Coureur             | Pays     | Équipe                   | Temps           |
| 1er | Biniam Girmay       | Érythrée | Intermarché-Circus-Wanty | 4 h 38 min 01 s |
| 2e | Olav Kooij          | Pays-Bas | Jumbo-Visma              | + 4 s           |
| 3e | Iván García Cortina | Espagne  | Movistar Team            | + 6 s           |
| 4e | José Joaquín Rojas  | Espagne  | Movistar Team            | + 10 s          |
| 5e | Alex Aranburu       | Espagne  | Movistar Team            | + 10 s          |
| 6e | Antonio Jesús Soto  | Espagne  | Euskaltel-Euskadi        | + 10 s          |
| 7e | Samuele Battistella | Italie   | Astana Qazaqstan Team    | + 10 s          |
| 8e | Fernando Barceló    | Espagne  | Caja Rural-Seguros RGA   | + 10 s          |
| 9e | Louis Bendixen      | Danemark | Uno-X Pro Cycling Team   | + 10 s          |
| 10e | Giulio Ciccone      | Italie   | Trek-Segafredo           | + 10 s          |

### 2eétape
| \| Classement de l'étape \| Classement de l'étape \| Classement de l'étape \| Classement de l'étape \| Classement de l'étape \| \| Coureur \| Coureur \| Pays \| Équipe \| Temps \| \| --------------------- \| --------------------- \| --------------------- \| ------------------------ \| --------------------- \| \| 1er \| Giulio Ciccone \| Italie \| Trek-Segafredo \| 4 h 38 min 59 s \| \| 2e \| Pello Bilbao \| Espagne \| Bahrain Victorious \| + 0 s \| \| 3e \| Aleksandr Vlasov \| Bannière neutre \| Bora-Hansgrohe \| + 0 s \| \| 4e \| Mikel Landa \| Espagne \| Bahrain Victorious \| + 0 s \| \| 5e \| Rui Costa \| Portugal \| Intermarché-Circus-Wanty \| + 0 s \| \| 6e \| Anthon Charmig \| Danemark \| Uno-X Pro Cycling Team \| + 0 s \| \| 7e \| Alex Aranburu \| Espagne \| Movistar Team \| + 0 s \| \| 8e \| Thomas Gloag \| Royaume-Uni \| Jumbo-Visma \| + 0 s \| \| 9e \| Tao Geoghegan Hart \| Royaume-Uni \| Ineos Grenadiers \| + 0 s \| \| 10e \| Carlos Rodríguez \| Espagne \| Ineos Grenadiers \| + 6 s \| |                    |                 |                          |                 |
| |                    |                 |                          |                 |
| Source : ProCyclingStats |                    |                 |                          |                 |
| Classement de l'étape |                    |                 |                          |                 |
| Coureur | Coureur            | Pays            | Équipe                   | Temps           |
| 1er | Giulio Ciccone     | Italie          | Trek-Segafredo           | 4 h 38 min 59 s |
| 2e | Pello Bilbao       | Espagne         | Bahrain Victorious       | + 0 s           |
| 3e | Aleksandr Vlasov   | Bannière neutre | Bora-Hansgrohe           | + 0 s           |
| 4e | Mikel Landa        | Espagne         | Bahrain Victorious       | + 0 s           |
| 5e | Rui Costa          | Portugal        | Intermarché-Circus-Wanty | + 0 s           |
| 6e | Anthon Charmig     | Danemark        | Uno-X Pro Cycling Team   | + 0 s           |
| 7e | Alex Aranburu      | Espagne         | Movistar Team            | + 0 s           |
| 8e | Thomas Gloag       | Royaume-Uni     | Jumbo-Visma              | + 0 s           |
| 9e | Tao Geoghegan Hart | Royaume-Uni     | Ineos Grenadiers         | + 0 s           |
| 10e | Carlos Rodríguez   | Espagne         | Ineos Grenadiers         | + 6 s           |

| \| Classement général \| Classement général \| Classement général \| Classement général \| Classement général \| \| Coureur \| Coureur \| Pays \| Équipe \| Temps \| \| ------------------ \| ------------------ \| ------------------ \| ------------------------ \| ------------------ \| \| 1er \| Giulio Ciccone \| Italie \| Trek-Segafredo \| 9 h 17 min 00 s \| \| 2e \| Pello Bilbao \| Espagne \| Bahrain Victorious \| + 3 s \| \| 3e \| Aleksandr Vlasov \| Bannière neutre \| Bora-Hansgrohe \| + 6 s \| \| 4e \| Alex Aranburu \| Espagne \| Movistar Team \| + 10 s \| \| 5e \| Anthon Charmig \| Danemark \| Uno-X Pro Cycling Team \| + 10 s \| \| 6e \| Thomas Gloag \| Royaume-Uni \| Jumbo-Visma \| + 10 s \| \| 7e \| Rui Costa \| Portugal \| Intermarché-Circus-Wanty \| + 10 s \| \| 8e \| Tao Geoghegan Hart \| Royaume-Uni \| Ineos Grenadiers \| + 10 s \| \| 9e \| Mikel Landa \| Espagne \| Bahrain Victorious \| + 10 s \| \| 10e \| Carlos Rodríguez \| Espagne \| Ineos Grenadiers \| + 16 s \| |                    |                 |                          |                 |
| |                    |                 |                          |                 |
| Source : ProCyclingStats |                    |                 |                          |                 |
| Classement général |                    |                 |                          |                 |
| Coureur | Coureur            | Pays            | Équipe                   | Temps           |
| 1er | Giulio Ciccone     | Italie          | Trek-Segafredo           | 9 h 17 min 00 s |
| 2e | Pello Bilbao       | Espagne         | Bahrain Victorious       | + 3 s           |
| 3e | Aleksandr Vlasov   | Bannière neutre | Bora-Hansgrohe           | + 6 s           |
| 4e | Alex Aranburu      | Espagne         | Movistar Team            | + 10 s          |
| 5e | Anthon Charmig     | Danemark        | Uno-X Pro Cycling Team   | + 10 s          |
| 6e | Thomas Gloag       | Royaume-Uni     | Jumbo-Visma              | + 10 s          |
| 7e | Rui Costa          | Portugal        | Intermarché-Circus-Wanty | + 10 s          |
| 8e | Tao Geoghegan Hart | Royaume-Uni     | Ineos Grenadiers         | + 10 s          |
| 9e | Mikel Landa        | Espagne         | Bahrain Victorious       | + 10 s          |
| 10e | Carlos Rodríguez   | Espagne         | Ineos Grenadiers         | + 16 s          |

### 3eétape
| \| Classement de l'étape \| Classement de l'étape \| Classement de l'étape \| Classement de l'étape \| Classement de l'étape \| \| Coureur \| Coureur \| Pays \| Équipe \| Temps \| \| --------------------- \| --------------------- \| --------------------- \| ------------------------ \| --------------------- \| \| 1er \| Simone Velasco \| Italie \| Astana Qazaqstan Team \| 3 h 13 min 47 s \| \| 2e \| Bob Jungels \| Luxembourg \| Bora-Hansgrohe \| + 0 s \| \| 3e \| Jonas Gregaard Wilsly \| Danemark \| Uno-X Pro Cycling Team \| + 0 s \| \| 4e \| Alex Aranburu \| Espagne \| Movistar Team \| + 3 s \| \| 5e \| José Joaquín Rojas \| Espagne \| Movistar Team \| + 3 s \| \| 6e \| Fred Wright \| Royaume-Uni \| Bahrain Victorious \| + 3 s \| \| 7e \| Koen Bouwman \| Pays-Bas \| Jumbo-Visma \| + 3 s \| \| 8e \| Rui Costa \| Portugal \| Intermarché-Circus-Wanty \| + 3 s \| \| 9e \| Pello Bilbao \| Espagne \| Bahrain Victorious \| + 3 s \| \| 10e \| Brandon McNulty \| États-Unis \| UAE Team Emirates \| + 3 s \| |                       |             |                          |                 |
| |                       |             |                          |                 |
| Source : ProCyclingStats |                       |             |                          |                 |
| Classement de l'étape |                       |             |                          |                 |
| Coureur | Coureur               | Pays        | Équipe                   | Temps           |
| 1er | Simone Velasco        | Italie      | Astana Qazaqstan Team    | 3 h 13 min 47 s |
| 2e | Bob Jungels           | Luxembourg  | Bora-Hansgrohe           | + 0 s           |
| 3e | Jonas Gregaard Wilsly | Danemark    | Uno-X Pro Cycling Team   | + 0 s           |
| 4e | Alex Aranburu         | Espagne     | Movistar Team            | + 3 s           |
| 5e | José Joaquín Rojas    | Espagne     | Movistar Team            | + 3 s           |
| 6e | Fred Wright           | Royaume-Uni | Bahrain Victorious       | + 3 s           |
| 7e | Koen Bouwman          | Pays-Bas    | Jumbo-Visma              | + 3 s           |
| 8e | Rui Costa             | Portugal    | Intermarché-Circus-Wanty | + 3 s           |
| 9e | Pello Bilbao          | Espagne     | Bahrain Victorious       | + 3 s           |
| 10e | Brandon McNulty       | États-Unis  | UAE Team Emirates        | + 3 s           |

| \| Classement général \| Classement général \| Classement général \| Classement général \| Classement général \| \| Coureur \| Coureur \| Pays \| Équipe \| Temps \| \| ------------------ \| ------------------ \| ------------------ \| ------------------------ \| ------------------ \| \| 1er \| Giulio Ciccone \| Italie \| Trek-Segafredo \| 12 h 30 min 50 s \| \| 2e \| Pello Bilbao \| Espagne \| Bahrain Victorious \| + 3 s \| \| 3e \| Aleksandr Vlasov \| Bannière neutre \| Bora-Hansgrohe \| + 6 s \| \| 4e \| Alex Aranburu \| Espagne \| Movistar Team \| + 10 s \| \| 5e \| Anthon Charmig \| Danemark \| Uno-X Pro Cycling Team \| + 10 s \| \| 6e \| Thomas Gloag \| Royaume-Uni \| Jumbo-Visma \| + 10 s \| \| 7e \| Rui Costa \| Portugal \| Intermarché-Circus-Wanty \| + 10 s \| \| 8e \| Tao Geoghegan Hart \| Royaume-Uni \| Ineos Grenadiers \| + 10 s \| \| 9e \| Mikel Landa \| Espagne \| Bahrain Victorious \| + 10 s \| \| 10e \| Carlos Rodríguez \| Espagne \| Ineos Grenadiers \| + 16 s \| |                    |                 |                          |                  |
| |                    |                 |                          |                  |
| Source : ProCyclingStats |                    |                 |                          |                  |
| Classement général |                    |                 |                          |                  |
| Coureur | Coureur            | Pays            | Équipe                   | Temps            |
| 1er | Giulio Ciccone     | Italie          | Trek-Segafredo           | 12 h 30 min 50 s |
| 2e | Pello Bilbao       | Espagne         | Bahrain Victorious       | + 3 s            |
| 3e | Aleksandr Vlasov   | Bannière neutre | Bora-Hansgrohe           | + 6 s            |
| 4e | Alex Aranburu      | Espagne         | Movistar Team            | + 10 s           |
| 5e | Anthon Charmig     | Danemark        | Uno-X Pro Cycling Team   | + 10 s           |
| 6e | Thomas Gloag       | Royaume-Uni     | Jumbo-Visma              | + 10 s           |
| 7e | Rui Costa          | Portugal        | Intermarché-Circus-Wanty | + 10 s           |
| 8e | Tao Geoghegan Hart | Royaume-Uni     | Ineos Grenadiers         | + 10 s           |
| 9e | Mikel Landa        | Espagne         | Bahrain Victorious       | + 10 s           |
| 10e | Carlos Rodríguez   | Espagne         | Ineos Grenadiers         | + 16 s           |

### 4eétape
| \| Classement de l'étape \| Classement de l'étape \| Classement de l'étape \| Classement de l'étape \| Classement de l'étape \| \| Coureur \| Coureur \| Pays \| Équipe \| Temps \| \| --------------------- \| --------------------- \| --------------------- \| ------------------------ \| --------------------- \| \| 1er \| Tao Geoghegan Hart \| Royaume-Uni \| Ineos Grenadiers \| 4 h 32 min 00 s \| \| 2e \| Thomas Gloag \| Royaume-Uni \| Jumbo-Visma \| + 0 s \| \| 3e \| Giulio Ciccone \| Italie \| Trek-Segafredo \| + 0 s \| \| 4e \| Aleksandr Vlasov \| Bannière neutre \| Bora-Hansgrohe \| + 0 s \| \| 5e \| Mikel Landa \| Espagne \| Bahrain Victorious \| + 0 s \| \| 6e \| Pello Bilbao \| Espagne \| Bahrain Victorious \| + 0 s \| \| 7e \| Rui Costa \| Portugal \| Intermarché-Circus-Wanty \| + 0 s \| \| 8e \| Carlos Rodríguez \| Espagne \| Ineos Grenadiers \| + 0 s \| \| 9e \| Diego Ulissi \| Italie \| UAE Team Emirates \| + 0 s \| \| 10e \| Brandon McNulty \| États-Unis \| UAE Team Emirates \| + 6 s \| |                    |                 |                          |                 |
| |                    |                 |                          |                 |
| Source : ProCyclingStats |                    |                 |                          |                 |
| Classement de l'étape |                    |                 |                          |                 |
| Coureur | Coureur            | Pays            | Équipe                   | Temps           |
| 1er | Tao Geoghegan Hart | Royaume-Uni     | Ineos Grenadiers         | 4 h 32 min 00 s |
| 2e | Thomas Gloag       | Royaume-Uni     | Jumbo-Visma              | + 0 s           |
| 3e | Giulio Ciccone     | Italie          | Trek-Segafredo           | + 0 s           |
| 4e | Aleksandr Vlasov   | Bannière neutre | Bora-Hansgrohe           | + 0 s           |
| 5e | Mikel Landa        | Espagne         | Bahrain Victorious       | + 0 s           |
| 6e | Pello Bilbao       | Espagne         | Bahrain Victorious       | + 0 s           |
| 7e | Rui Costa          | Portugal        | Intermarché-Circus-Wanty | + 0 s           |
| 8e | Carlos Rodríguez   | Espagne         | Ineos Grenadiers         | + 0 s           |
| 9e | Diego Ulissi       | Italie          | UAE Team Emirates        | + 0 s           |
| 10e | Brandon McNulty    | États-Unis      | UAE Team Emirates        | + 6 s           |

| \| Classement général \| Classement général \| Classement général \| Classement général \| Classement général \| \| Coureur \| Coureur \| Pays \| Équipe \| Temps \| \| ------------------ \| ------------------ \| ------------------ \| ------------------------ \| ------------------ \| \| 1er \| Giulio Ciccone \| Italie \| Trek-Segafredo \| 17 h 02 min 46 s \| \| 2e \| Tao Geoghegan Hart \| Royaume-Uni \| Ineos Grenadiers \| + 4 s \| \| 3e \| Pello Bilbao \| Espagne \| Bahrain Victorious \| + 7 s \| \| 4e \| Aleksandr Vlasov \| Bannière neutre \| Bora-Hansgrohe \| + 8 s \| \| 5e \| Thomas Gloag \| Royaume-Uni \| Jumbo-Visma \| + 8 s \| \| 6e \| Rui Costa \| Portugal \| Intermarché-Circus-Wanty \| + 14 s \| \| 7e \| Mikel Landa \| Espagne \| Bahrain Victorious \| + 14 s \| \| 8e \| Alex Aranburu \| Espagne \| Movistar Team \| + 20 s \| \| 9e \| Anthon Charmig \| Danemark \| Uno-X Pro Cycling Team \| + 20 s \| \| 10e \| Carlos Rodríguez \| Espagne \| Ineos Grenadiers \| + 20 s \| |                    |                 |                          |                  |
| |                    |                 |                          |                  |
| Source : ProCyclingStats |                    |                 |                          |                  |
| Classement général |                    |                 |                          |                  |
| Coureur | Coureur            | Pays            | Équipe                   | Temps            |
| 1er | Giulio Ciccone     | Italie          | Trek-Segafredo           | 17 h 02 min 46 s |
| 2e | Tao Geoghegan Hart | Royaume-Uni     | Ineos Grenadiers         | + 4 s            |
| 3e | Pello Bilbao       | Espagne         | Bahrain Victorious       | + 7 s            |
| 4e | Aleksandr Vlasov   | Bannière neutre | Bora-Hansgrohe           | + 8 s            |
| 5e | Thomas Gloag       | Royaume-Uni     | Jumbo-Visma              | + 8 s            |
| 6e | Rui Costa          | Portugal        | Intermarché-Circus-Wanty | + 14 s           |
| 7e | Mikel Landa        | Espagne         | Bahrain Victorious       | + 14 s           |
| 8e | Alex Aranburu      | Espagne         | Movistar Team            | + 20 s           |
| 9e | Anthon Charmig     | Danemark        | Uno-X Pro Cycling Team   | + 20 s           |
| 10e | Carlos Rodríguez   | Espagne         | Ineos Grenadiers         | + 20 s           |

### 5eétape
| \| Classement de l'étape \| Classement de l'étape \| Classement de l'étape \| Classement de l'étape \| Classement de l'étape \| \| Coureur \| Coureur \| Pays \| Équipe \| Temps \| \| --------------------- \| --------------------- \| --------------------- \| ------------------------ \| --------------------- \| \| 1er \| Rui Costa \| Portugal \| Intermarché-Circus-Wanty \| 2 h 07 min 16 s \| \| 2e \| Thymen Arensman \| Pays-Bas \| Ineos Grenadiers \| + 0 s \| \| 3e \| Samuele Battistella \| Italie \| Astana Qazaqstan Team \| + 7 s \| \| 4e \| Marc Soler \| Espagne \| UAE Team Emirates \| + 7 s \| \| 5e \| Giulio Ciccone \| Italie \| Trek-Segafredo \| + 21 s \| \| 6e \| Pello Bilbao \| Espagne \| Bahrain Victorious \| + 21 s \| \| 7e \| Brandon McNulty \| États-Unis \| UAE Team Emirates \| + 21 s \| \| 8e \| Fred Wright \| Royaume-Uni \| Bahrain Victorious \| + 30 s \| \| 9e \| Matej Mohorič \| Slovénie \| Bahrain Victorious \| + 30 s \| \| 10e \| Omar Fraile \| Espagne \| Ineos Grenadiers \| + 30 s \| |                     |             |                          |                 |
| |                     |             |                          |                 |
| Source : ProCyclingStats |                     |             |                          |                 |
| Classement de l'étape |                     |             |                          |                 |
| Coureur | Coureur             | Pays        | Équipe                   | Temps           |
| 1er | Rui Costa           | Portugal    | Intermarché-Circus-Wanty | 2 h 07 min 16 s |
| 2e | Thymen Arensman     | Pays-Bas    | Ineos Grenadiers         | + 0 s           |
| 3e | Samuele Battistella | Italie      | Astana Qazaqstan Team    | + 7 s           |
| 4e | Marc Soler          | Espagne     | UAE Team Emirates        | + 7 s           |
| 5e | Giulio Ciccone      | Italie      | Trek-Segafredo           | + 21 s          |
| 6e | Pello Bilbao        | Espagne     | Bahrain Victorious       | + 21 s          |
| 7e | Brandon McNulty     | États-Unis  | UAE Team Emirates        | + 21 s          |
| 8e | Fred Wright         | Royaume-Uni | Bahrain Victorious       | + 30 s          |
| 9e | Matej Mohorič       | Slovénie    | Bahrain Victorious       | + 30 s          |
| 10e | Omar Fraile         | Espagne     | Ineos Grenadiers         | + 30 s          |

## Classements finals

### Classement général final
| \| Classement général \| Classement général \| Classement général \| Classement général \| Classement général \| \| Coureur \| Coureur \| Pays \| Équipe \| Temps \| \| ------------------ \| ------------------ \| ------------------ \| ------------------------ \| ------------------ \| \| 1er \| Rui Costa \| Portugal \| Intermarché-Circus-Wanty \| 19 h 10 min 06 s \| \| 2e \| Giulio Ciccone \| Italie \| Trek-Segafredo \| + 16 s \| \| 3e \| Tao Geoghegan Hart \| Royaume-Uni \| Ineos Grenadiers \| + 19 s \| \| 4e \| Pello Bilbao \| Espagne \| Bahrain Victorious \| + 21 s \| \| 5e \| Aleksandr Vlasov \| Bannière neutre \| Bora-Hansgrohe \| + 25 s \| \| 6e \| Thomas Gloag \| Royaume-Uni \| Jumbo-Visma \| + 34 s \| \| 7e \| Mikel Landa \| Espagne \| Bahrain Victorious \| + 40 s \| \| 8e \| Brandon McNulty \| États-Unis \| UAE Team Emirates \| + 45 s \| \| 9e \| Alex Aranburu \| Espagne \| Movistar Team \| + 46 s \| \| 10e \| Carlos Rodríguez \| Espagne \| Ineos Grenadiers \| + 46 s \| |                    |                 |                          |                  |
| |                    |                 |                          |                  |
| Source : ProCyclingStats |                    |                 |                          |                  |
| Classement général |                    |                 |                          |                  |
| Coureur | Coureur            | Pays            | Équipe                   | Temps            |
| 1er | Rui Costa          | Portugal        | Intermarché-Circus-Wanty | 19 h 10 min 06 s |
| 2e | Giulio Ciccone     | Italie          | Trek-Segafredo           | + 16 s           |
| 3e | Tao Geoghegan Hart | Royaume-Uni     | Ineos Grenadiers         | + 19 s           |
| 4e | Pello Bilbao       | Espagne         | Bahrain Victorious       | + 21 s           |
| 5e | Aleksandr Vlasov   | Bannière neutre | Bora-Hansgrohe           | + 25 s           |
| 6e | Thomas Gloag       | Royaume-Uni     | Jumbo-Visma              | + 34 s           |
| 7e | Mikel Landa        | Espagne         | Bahrain Victorious       | + 40 s           |
| 8e | Brandon McNulty    | États-Unis      | UAE Team Emirates        | + 45 s           |
| 9e | Alex Aranburu      | Espagne         | Movistar Team            | + 46 s           |
| 10e | Carlos Rodríguez   | Espagne         | Ineos Grenadiers         | + 46 s           |

### Classements annexes finals
| Classement par points | Classement par points | Classement par points | Classement par points    | Classement par points |
| Coureur               | Coureur               | Pays                  | Équipe                   | Points                |
| --------------------- | --------------------- | --------------------- | ------------------------ | --------------------- |
| 1er                   | Giulio Ciccone        | Italie                | Trek-Segafredo           | 60 pts                |
| 2e                    | Rui Costa             | Portugal              | Intermarché-Circus-Wanty | 54 pts                |
| 3e                    | Pello Bilbao          | Espagne               | Bahrain Victorious       | 52 pts                |
| 4e                    | Alex Aranburu         | Espagne               | Movistar Team            | 42 pts                |
| 5e                    | Aleksandr Vlasov      | Bannière neutre       | Bora-Hansgrohe           | 34 pts                |
| 6e                    | Thomas Gloag          | Royaume-Uni           | Jumbo-Visma              | 29 pts                |
| 7e                    | Tao Geoghegan Hart    | Royaume-Uni           | Ineos Grenadiers         | 27 pts                |
| 8e                    | Mikel Landa           | Espagne               | Bahrain Victorious       | 26 pts                |
| 9e                    | Brandon McNulty       | États-Unis            | UAE Team Emirates        | 26 pts                |
| 10e                   | José Joaquín Rojas    | Espagne               | Movistar Team            | 26 pts                |

| Classement par points | Classement par points | Classement par points | Classement par points    | Classement par points |
| Coureur               | Coureur               | Pays                  | Équipe                   | Points                |
| --------------------- | --------------------- | --------------------- | ------------------------ | --------------------- |
| 1er                   | Giulio Ciccone        | Italie                | Trek-Segafredo           | 60 pts                |
| 2e                    | Rui Costa             | Portugal              | Intermarché-Circus-Wanty | 54 pts                |
| 3e                    | Pello Bilbao          | Espagne               | Bahrain Victorious       | 52 pts                |
| 4e                    | Alex Aranburu         | Espagne               | Movistar Team            | 42 pts                |
| 5e                    | Aleksandr Vlasov      | Bannière neutre       | Bora-Hansgrohe           | 34 pts                |
| 6e                    | Thomas Gloag          | Royaume-Uni           | Jumbo-Visma              | 29 pts                |
| 7e                    | Tao Geoghegan Hart    | Royaume-Uni           | Ineos Grenadiers         | 27 pts                |
| 8e                    | Mikel Landa           | Espagne               | Bahrain Victorious       | 26 pts                |
| 9e                    | Brandon McNulty       | États-Unis            | UAE Team Emirates        | 26 pts                |
| 10e                   | José Joaquín Rojas    | Espagne               | Movistar Team            | 26 pts                |

| Classement de la montagne | Classement de la montagne | Classement de la montagne | Classement de la montagne          | Classement de la montagne |
| Coureur                   | Coureur                   | Pays                      | Équipe                             | Points                    |
| ------------------------- | ------------------------- | ------------------------- | ---------------------------------- | ------------------------- |
| 1er                       | Samuele Zoccarato         | Italie                    | Green Project-Bardiani CSF-Faizanè | 40 pts                    |
| 2e                        | Javier Romo               | Espagne                   | Astana Qazaqstan Team              | 17 pts                    |
| 3e                        | Giulio Ciccone            | Italie                    | Trek-Segafredo                     | 16 pts                    |
| 4e                        | Mulu Hailemichael         | Éthiopie                  | Caja Rural-Seguros RGA             | 16 pts                    |
| 5e                        | Alessandro De Marchi      | Italie                    | Team Jayco AlUla                   | 15 pts                    |
| 6e                        | Aleksandr Vlasov          | Bannière neutre           | Bora-Hansgrohe                     | 14 pts                    |
| 7e                        | Tao Geoghegan Hart        | Royaume-Uni               | Ineos Grenadiers                   | 12 pts                    |
| 8e                        | Lawson Craddock           | États-Unis                | Team Jayco AlUla                   | 11 pts                    |
| 9e                        | Joan Bou                  | Espagne                   | Euskaltel-Euskadi                  | 10 pts                    |
| 10e                       | Simone Velasco            | Italie                    | Astana Qazaqstan Team              | 10 pts                    |

| Classement de la montagne | Classement de la montagne | Classement de la montagne | Classement de la montagne          | Classement de la montagne |
| Coureur                   | Coureur                   | Pays                      | Équipe                             | Points                    |
| ------------------------- | ------------------------- | ------------------------- | ---------------------------------- | ------------------------- |
| 1er                       | Samuele Zoccarato         | Italie                    | Green Project-Bardiani CSF-Faizanè | 40 pts                    |
| 2e                        | Javier Romo               | Espagne                   | Astana Qazaqstan Team              | 17 pts                    |
| 3e                        | Giulio Ciccone            | Italie                    | Trek-Segafredo                     | 16 pts                    |
| 4e                        | Mulu Hailemichael         | Éthiopie                  | Caja Rural-Seguros RGA             | 16 pts                    |
| 5e                        | Alessandro De Marchi      | Italie                    | Team Jayco AlUla                   | 15 pts                    |
| 6e                        | Aleksandr Vlasov          | Bannière neutre           | Bora-Hansgrohe                     | 14 pts                    |
| 7e                        | Tao Geoghegan Hart        | Royaume-Uni               | Ineos Grenadiers                   | 12 pts                    |
| 8e                        | Lawson Craddock           | États-Unis                | Team Jayco AlUla                   | 11 pts                    |
| 9e                        | Joan Bou                  | Espagne                   | Euskaltel-Euskadi                  | 10 pts                    |
| 10e                       | Simone Velasco            | Italie                    | Astana Qazaqstan Team              | 10 pts                    |

| Classement du meilleur jeune | Classement du meilleur jeune | Classement du meilleur jeune | Classement du meilleur jeune       | Classement du meilleur jeune |
| Coureur                      | Coureur                      | Pays                         | Équipe                             | Temps                        |
| ---------------------------- | ---------------------------- | ---------------------------- | ---------------------------------- | ---------------------------- |
| 1er                          | Thomas Gloag                 | Royaume-Uni                  | Jumbo-Visma                        | 19 h 10 min 40 s             |
| 2e                           | Brandon McNulty              | États-Unis                   | UAE Team Emirates                  | + 11 s                       |
| 3e                           | Carlos Rodríguez             | Espagne                      | Ineos Grenadiers                   | + 12 s                       |
| 4e                           | Anthon Charmig               | Danemark                     | Uno-X Pro Cycling Team             | + 1 min 54 s                 |
| 5e                           | Thymen Arensman              | Pays-Bas                     | Ineos Grenadiers                   | + 6 min 25 s                 |
| 6e                           | Filippo Conca                | Italie                       | Q36.5 Pro Cycling Team             | + 7 min 44 s                 |
| 7e                           | Samuele Battistella          | Italie                       | Astana Qazaqstan Team              | + 14 min 20 s                |
| 8e                           | Alex Tolio                   | Italie                       | Green Project-Bardiani CSF-Faizanè | + 15 min 45 s                |
| 9e                           | Pelayo Sánchez               | Espagne                      | Burgos-BH                          | + 22 min 18 s                |
| 10e                          | Jon Barrenetxea              | Espagne                      | Caja Rural-Seguros RGA             | + 27 min 11 s                |

| Classement du meilleur jeune | Classement du meilleur jeune | Classement du meilleur jeune | Classement du meilleur jeune       | Classement du meilleur jeune |
| Coureur                      | Coureur                      | Pays                         | Équipe                             | Temps                        |
| ---------------------------- | ---------------------------- | ---------------------------- | ---------------------------------- | ---------------------------- |
| 1er                          | Thomas Gloag                 | Royaume-Uni                  | Jumbo-Visma                        | 19 h 10 min 40 s             |
| 2e                           | Brandon McNulty              | États-Unis                   | UAE Team Emirates                  | + 11 s                       |
| 3e                           | Carlos Rodríguez             | Espagne                      | Ineos Grenadiers                   | + 12 s                       |
| 4e                           | Anthon Charmig               | Danemark                     | Uno-X Pro Cycling Team             | + 1 min 54 s                 |
| 5e                           | Thymen Arensman              | Pays-Bas                     | Ineos Grenadiers                   | + 6 min 25 s                 |
| 6e                           | Filippo Conca                | Italie                       | Q36.5 Pro Cycling Team             | + 7 min 44 s                 |
| 7e                           | Samuele Battistella          | Italie                       | Astana Qazaqstan Team              | + 14 min 20 s                |
| 8e                           | Alex Tolio                   | Italie                       | Green Project-Bardiani CSF-Faizanè | + 15 min 45 s                |
| 9e                           | Pelayo Sánchez               | Espagne                      | Burgos-BH                          | + 22 min 18 s                |
| 10e                          | Jon Barrenetxea              | Espagne                      | Caja Rural-Seguros RGA             | + 27 min 11 s                |

| Classement par équipes | Classement par équipes   | Classement par équipes | Classement par équipes |
| Équipe                 | Équipe                   | Pays                   | Temps                  |
| ---------------------- | ------------------------ | ---------------------- | ---------------------- |
| 1re                    | UAE Team Emirates        | Émirats arabes unis    | 57 h 32 min 55 s       |
| 2e                     | Ineos Grenadiers         | Royaume-Uni            | + 17 s                 |
| 3e                     | Bahrain Victorious       | Bahreïn                | + 1 min 47 s           |
| 4e                     | Bora-Hansgrohe           | Allemagne              | + 5 min 01 s           |
| 5e                     | Trek-Segafredo           | États-Unis             | + 5 min 38 s           |
| 6e                     | Jumbo-Visma              | Pays-Bas               | + 7 min 50 s           |
| 7e                     | Euskaltel-Euskadi        | Espagne                | + 9 min 40 s           |
| 8e                     | Movistar Team            | Espagne                | + 9 min 43 s           |
| 9e                     | Astana Qazaqstan Team    | Kazakhstan             | + 11 min 01 s          |
| 10e                    | Intermarché-Circus-Wanty | Belgique               | + 11 min 03 s          |

| Classement par équipes | Classement par équipes   | Classement par équipes | Classement par équipes |
| Équipe                 | Équipe                   | Pays                   | Temps                  |
| ---------------------- | ------------------------ | ---------------------- | ---------------------- |
| 1re                    | UAE Team Emirates        | Émirats arabes unis    | 57 h 32 min 55 s       |
| 2e                     | Ineos Grenadiers         | Royaume-Uni            | + 17 s                 |
| 3e                     | Bahrain Victorious       | Bahreïn                | + 1 min 47 s           |
| 4e                     | Bora-Hansgrohe           | Allemagne              | + 5 min 01 s           |
| 5e                     | Trek-Segafredo           | États-Unis             | + 5 min 38 s           |
| 6e                     | Jumbo-Visma              | Pays-Bas               | + 7 min 50 s           |
| 7e                     | Euskaltel-Euskadi        | Espagne                | + 9 min 40 s           |
| 8e                     | Movistar Team            | Espagne                | + 9 min 43 s           |
| 9e                     | Astana Qazaqstan Team    | Kazakhstan             | + 11 min 01 s          |
| 10e                    | Intermarché-Circus-Wanty | Belgique               | + 11 min 03 s          |

### Classement UCI
La course attribue des points au Classement mondial UCI 2023 selon le barème suivant.
| Position           | 1er | 2e  | 3e  | 4e  | 5e | 6e | 7e | 8e | 9e | 10e | 11e | 12e | 13e | 14e | 15e | 16e à 30e | 31e à 40e |
| Classement général | 200 | 150 | 125 | 100 | 85 | 70 | 60 | 50 | 40 | 35  | 30  | 25  | 20  | 15  | 10  | 5         | 3         |
| Par étape          | 20  | 10  | 5   |     |    |    |    |    |    |     |     |     |     |     |     |           |           |
| Leader, par étape  | 5   |     |     |     |    |    |    |    |    |     |     |     |     |     |     |           |           |

## Évolution des classements
| Étape              | Vainqueur          | Classement général | Classement de la montagne | Classement par points | Classement du meilleur jeune | Classement par équipes |
| ------------------ | ------------------ | ------------------ | ------------------------- | --------------------- | ---------------------------- | ---------------------- |
| 1                  | Biniam Girmay      | Biniam Girmay      | Marc Soler                | Biniam Girmay         | Biniam Girmay                | Movistar               |
| 2                  | Giulio Ciccone     | Giulio Ciccone     | Samuele Zoccarato         | Giulio Ciccone        | Anthon Charmig               | UAE Emirates           |
| 3                  | Simone Velasco     | Giulio Ciccone     | Samuele Zoccarato         | Alex Aranburu         | Anthon Charmig               | UAE Emirates           |
| 4                  | Tao Geoghegan Hart | Giulio Ciccone     | Samuele Zoccarato         | Giulio Ciccone        | Thomas Gloag                 | UAE Emirates           |
| 5                  | Rui Costa          | Rui Costa          | Samuele Zoccarato         | Giulio Ciccone        | Thomas Gloag                 | UAE Emirates           |
| Classements finals | Classements finals | Rui Costa          | Samuele Zoccarato         | Giulio Ciccone        | Thomas Gloag                 | UAE Emirates           |

## Liste des participants
| Bora-Hansgrohe BOH | Bora-Hansgrohe BOH     | Bora-Hansgrohe BOH |
| ------------------ | ---------------------- | ------------------ |
| Num                | Coureur                | Pos                |
| 1                  | Aleksandr Vlasov       | 5e                 |
| 2                  | Matteo Fabbro (ITA)    | 23e                |
| 3                  | Nico Denz (GER)        | HD-5               |
| 4                  | Bob Jungels (LUX)      | HD-5               |
| 5                  | Lennard Kämna (GER)    | NP-5               |
| 6                  | Anton Palzer (GER)     | 68e                |
| 7                  | Cesare Benedetti (POL) | HD-5               |

| Jumbo-Visma TJV | Jumbo-Visma TJV          | Jumbo-Visma TJV |
| --------------- | ------------------------ | --------------- |
| Num             | Coureur                  | Pos             |
| 11              | Koen Bouwman (NED)       | 29e             |
| 12              | Thomas Gloag (GBR)       | 6e              |
| 13              | Michel Hessmann (GER)    | AB-3            |
| 14              | Olav Kooij (NED)         | 77e             |
| 15              | Sam Oomen (NED)          | 20e             |
| 16              | Tosh Van der Sande (BEL) | 72e             |
| 17              | Lars Boven (NED)         | NP-3            |

| Ineos Grenadiers IGD | Ineos Grenadiers IGD           | Ineos Grenadiers IGD |
| -------------------- | ------------------------------ | -------------------- |
| Num                  | Coureur                        | Pos                  |
| 21                   | Thymen Arensman (NED)          | 30e                  |
| 22                   | Jonathan Castroviejo (ESP)     | 27e                  |
| 23                   | Laurens De Plus (BEL)          | 21e                  |
| 24                   | Omar Fraile (ESP)              | 37e                  |
| 25                   | Tao Geoghegan Hart (GBR)       | 3e                   |
| 26                   | Salvatore Puccio (ITA)         | HD-5                 |
| 27                   | Carlos Rodríguez (ESP) (route) | 10e                  |

| UAE Team Emirates UAD | UAE Team Emirates UAD  | UAE Team Emirates UAD |
| --------------------- | ---------------------- | --------------------- |
| Num                   | Coureur                | Pos                   |
| 31                    | Mikkel Bjerg (DEN)     | NP-1                  |
| 32                    | Rafał Majka (POL)      | 12e                   |
| 33                    | Brandon McNulty (USA)  | 8e                    |
| 34                    | Sebastián Molano (COL) | 85e                   |
| 35                    | Domen Novak (SLO)      | AB-5                  |
| 36                    | Marc Soler (ESP)       | 13e                   |
| 37                    | Diego Ulissi (ITA)     | 11e                   |

| Bahrain Victorious TBV | Bahrain Victorious TBV | Bahrain Victorious TBV |
| ---------------------- | ---------------------- | ---------------------- |
| Num                    | Coureur                | Pos                    |
| 41                     | Pello Bilbao (ESP)     | 4e                     |
| 42                     | Damiano Caruso (ITA)   | 33e                    |
| 43                     | Mikel Landa (ESP)      | 7e                     |
| 44                     | Gino Mäder (SUI)       | 60e                    |
| 45                     | Matej Mohorič (SLO)    | 42e                    |
| 46                     | Wout Poels (NED)       | 47e                    |
| 47                     | Fred Wright (GBR)      | 66e                    |

| Trek-Segafredo TFS | Trek-Segafredo TFS            | Trek-Segafredo TFS |
| ------------------ | ----------------------------- | ------------------ |
| Num                | Coureur                       | Pos                |
| 51                 | Giulio Ciccone (ITA)          | 2e                 |
| 52                 | Kenny Elissonde (FRA)         | 22e                |
| 53                 | Amanuel Ghebreigzabhier (ERI) | 65e                |
| 55                 | Bauke Mollema (NED)           | 18e                |
| 56                 | Edward Theuns (BEL)           | 81e                |

| Intermarché-Circus-Wanty ICW | Intermarché-Circus-Wanty ICW | Intermarché-Circus-Wanty ICW |
| ---------------------------- | ---------------------------- | ---------------------------- |
| Num                          | Coureur                      | Pos                          |
| 61                           | Rui Costa (POR)              | 1er                          |
| 62                           | Biniam Girmay (ERI)          | AB-4                         |
| 63                           | Madis Mihkels (EST)          | 76e                          |
| 64                           | Laurens Huys (BEL)           | 87e                          |
| 65                           | Mike Teunissen (NED)         | 75e                          |
| 66                           | Loïc Vliegen (BEL)           | 35e                          |
| 67                           | Georg Zimmermann (GER)       | 19e                          |

| Movistar Team MOV | Movistar Team MOV         | Movistar Team MOV |
| ----------------- | ------------------------- | ----------------- |
| Num               | Coureur                   | Pos               |
| 71                | Alex Aranburu (ESP)       | 9e                |
| 72                | Jorge Arcas (ESP)         | 40e               |
| 73                | Iván García Cortina (ESP) | 80e               |
| 74                | Lluís Mas (ESP)           | 97e               |
| 75                | Antonio Pedrero (ESP)     | 24e               |
| 76                | José Joaquín Rojas (ESP)  | 38e               |
| 77                | Gonzalo Serrano (ESP)     | 34e               |

| Astana Qazaqstan Team AST | Astana Qazaqstan Team AST | Astana Qazaqstan Team AST |
| ------------------------- | ------------------------- | ------------------------- |
| Num                       | Coureur                   | Pos                       |
| 81                        | David de la Cruz (ESP)    | NP-5                      |
| 82                        | Luis León Sánchez (ESP)   | 25e                       |
| 83                        | Samuele Battistella (ITA) | 39e                       |
| 84                        | Gianmarco Garofoli (ITA)  | NP-4                      |
| 85                        | Javier Romo (ESP)         | 56e                       |
| 86                        | Christian Scaroni (ITA)   | 44e                       |
| 87                        | Simone Velasco (ITA)      | 53e                       |

| Team Jayco AlUla JAY | Team Jayco AlUla JAY       | Team Jayco AlUla JAY |
| -------------------- | -------------------------- | -------------------- |
| Num                  | Coureur                    | Pos                  |
| 91                   | Eddie Dunbar (IRL)         | NP-2                 |
| 92                   | Lawson Craddock (USA)      | 52e                  |
| 93                   | Callum Scotson (AUS)       | 15e                  |
| 94                   | Alessandro De Marchi (ITA) | 67e                  |
| 95                   | Tsgabu Grmay (ETH)         | 48e                  |
| 96                   | Hagos Welay Berhe (ETH)    | AB-2                 |
| 97                   | Blake Quick (AUS)          | HD-5                 |

| Uno-X Pro Cycling Team UXT | Uno-X Pro Cycling Team UXT  | Uno-X Pro Cycling Team UXT |
| -------------------------- | --------------------------- | -------------------------- |
| Num                        | Coureur                     | Pos                        |
| 101                        | Alexander Kristoff (NOR)    | 90e                        |
| 102                        | Louis Bendixen (DEN)        | 63e                        |
| 103                        | Anders Skaarseth (NOR)      | 69e                        |
| 104                        | Niklas Eg (DEN)             | 61e                        |
| 105                        | Jonas Gregaard Wilsly (DEN) | 36e                        |
| 106                        | Torstein Træen (NOR)        | 14e                        |
| 107                        | Anthon Charmig (DEN)        | 17e                        |

| Team Flanders-Baloise TFB | Team Flanders-Baloise TFB | Team Flanders-Baloise TFB |
| ------------------------- | ------------------------- | ------------------------- |
| Num                       | Coureur                   | Pos                       |
| 111                       | Ruben Apers (BEL)         | AB-2                      |
| 112                       | Kamiel Bonneu (BEL)       | NP-2                      |
| 113                       | Toon Clynhens (BEL)       | 62e                       |
| 114                       | Sander De Pestel (BEL)    | 82e                       |
| 115                       | Lindsay De Vylder (BEL)   | 88e                       |
| 116                       | Jules Hesters (BEL)       | HD-5                      |
| 117                       | Ward Vanhoof (BEL)        | 91e                       |

| Green Project-Bardiani CSF-Faizanè BCF | Green Project-Bardiani CSF-Faizanè BCF | Green Project-Bardiani CSF-Faizanè BCF |
| -------------------------------------- | -------------------------------------- | -------------------------------------- |
| Num                                    | Coureur                                | Pos                                    |
| 121                                    | Luca Covili (ITA)                      | 46e                                    |
| 122                                    | Filippo Fiorelli (ITA)                 | 96e                                    |
| 123                                    | Davide Gabburo (ITA)                   | 58e                                    |
| 124                                    | Riccardo Lucca (ITA)                   | NP-3                                   |
| 125                                    | Alex Tolio (ITA)                       | 41e                                    |
| 126                                    | Alessandro Tonelli (ITA)               | 59e                                    |
| 127                                    | Samuele Zoccarato (ITA)                | 71e                                    |

| Caja Rural-Seguros RGA CJR | Caja Rural-Seguros RGA CJR | Caja Rural-Seguros RGA CJR |
| -------------------------- | -------------------------- | -------------------------- |
| Num                        | Coureur                    | Pos                        |
| 131                        | Orluis Aular (VEN) (route) | HD-5                       |
| 132                        | Fernando Barceló (ESP)     | 51e                        |
| 133                        | Jon Barrenetxea (ESP)      | 55e                        |
| 134                        | Mulu Hailemichael (ETH)    | 94e                        |
| 135                        | Sergio Román Martín (ESP)  | 43e                        |
| 136                        | Joel Nicolau (ESP)         | AB-4                       |
| 137                        | Eduard Prades (ESP)        | AB-4                       |

| Human Powered Health HPM | Human Powered Health HPM    | Human Powered Health HPM |
| ------------------------ | --------------------------- | ------------------------ |
| Num                      | Coureur                     | Pos                      |
| 141                      | Stanisław Aniołkowski (POL) | HD-5                     |
| 142                      | Alan Banaszek (POL)         | AB-2                     |
| 143                      | Stephen Bassett (USA)       | HD-5                     |
| 144                      | August Jensen (NOR)         | 73e                      |
| 145                      | Colin Joyce (USA)           | 89e                      |
| 146                      | Barnabás Peák (HUN)         | 95e                      |
| 147                      | Benjamin Perry (CAN)        | 92e                      |

| Equipo Kern Pharma EKP | Equipo Kern Pharma EKP | Equipo Kern Pharma EKP |
| ---------------------- | ---------------------- | ---------------------- |
| Num                    | Coureur                | Pos                    |
| 151                    | Roger Adrià (ESP)      | NP-3                   |
| 152                    | Urko Berrade (ESP)     | 64e                    |
| 153                    | Giovanni Carboni (ITA) | 57e                    |
| 154                    | Héctor Carretero (ESP) | NP-5                   |
| 155                    | Jon Agirre (ESP)       | 32e                    |
| 156                    | Iñigo Elosegui (ESP)   | 79e                    |
| 157                    | Pablo Castrillo (ESP)  | 93e                    |

| Burgos-BH BBH | Burgos-BH BBH              | Burgos-BH BBH |
| ------------- | -------------------------- | ------------- |
| Num           | Coureur                    | Pos           |
| 161           | Óscar Pelegrí (ESP)        | HD-5          |
| 162           | Andrés Camilo Ardila (COL) | 84e           |
| 163           | José Manuel Díaz (ESP)     | 45e           |
| 164           | Jesús Ezquerra (ESP)       | AB-3          |
| 165           | Daniel Navarro (ESP)       | 54e           |
| 166           | Pelayo Sánchez (ESP)       | 50e           |
| 167           | Ander Okamika (ESP)        | 78e           |

| Euskaltel-Euskadi EUS | Euskaltel-Euskadi EUS    | Euskaltel-Euskadi EUS |
| --------------------- | ------------------------ | --------------------- |
| Num                   | Coureur                  | Pos                   |
| 171                   | Antonio Jesús Soto (ESP) | AB-4                  |
| 172                   | Unai Cuadrado (ESP)      | 86e                   |
| 173                   | Xabier Isasa (ESP)       | 83e                   |
| 174                   | Mikel Bizkarra (ESP)     | 16e                   |
| 175                   | Gotzon Martín (ESP)      | 26e                   |
| 176                   | Joan Bou (ESP)           | 28e                   |
| 177                   | Mikel Iturria (ESP)      | 74e                   |

| Q36.5 Pro Cycling Team Q36 | Q36.5 Pro Cycling Team Q36 | Q36.5 Pro Cycling Team Q36 |
| -------------------------- | -------------------------- | -------------------------- |
| Num                        | Coureur                    | Pos                        |
| 181                        | Filippo Conca (ITA)        | 31e                        |
| 182                        | Tom Devriendt (BEL)        | 49e                        |
| 183                        | Damien Howson (AUS)        | HD-5                       |
| 184                        | Tobias Ludvigsson (SWE)    | AB-5                       |
| 185                        | Matteo Moschetti (ITA)     | HD-5                       |
| 186                        | Antonio Puppio (ITA)       | AB-4                       |
| 187                        | Nicolò Parisini (ITA)      | 70e                        |

| Bora-Hansgrohe BOH | Bora-Hansgrohe BOH     | Bora-Hansgrohe BOH |
| ------------------ | ---------------------- | ------------------ |
| Num                | Coureur                | Pos                |
| 1                  | Aleksandr Vlasov       | 5e                 |
| 2                  | Matteo Fabbro (ITA)    | 23e                |
| 3                  | Nico Denz (GER)        | HD-5               |
| 4                  | Bob Jungels (LUX)      | HD-5               |
| 5                  | Lennard Kämna (GER)    | NP-5               |
| 6                  | Anton Palzer (GER)     | 68e                |
| 7                  | Cesare Benedetti (POL) | HD-5               |

| Jumbo-Visma TJV | Jumbo-Visma TJV          | Jumbo-Visma TJV |
| --------------- | ------------------------ | --------------- |
| Num             | Coureur                  | Pos             |
| 11              | Koen Bouwman (NED)       | 29e             |
| 12              | Thomas Gloag (GBR)       | 6e              |
| 13              | Michel Hessmann (GER)    | AB-3            |
| 14              | Olav Kooij (NED)         | 77e             |
| 15              | Sam Oomen (NED)          | 20e             |
| 16              | Tosh Van der Sande (BEL) | 72e             |
| 17              | Lars Boven (NED)         | NP-3            |

| Ineos Grenadiers IGD | Ineos Grenadiers IGD           | Ineos Grenadiers IGD |
| -------------------- | ------------------------------ | -------------------- |
| Num                  | Coureur                        | Pos                  |
| 21                   | Thymen Arensman (NED)          | 30e                  |
| 22                   | Jonathan Castroviejo (ESP)     | 27e                  |
| 23                   | Laurens De Plus (BEL)          | 21e                  |
| 24                   | Omar Fraile (ESP)              | 37e                  |
| 25                   | Tao Geoghegan Hart (GBR)       | 3e                   |
| 26                   | Salvatore Puccio (ITA)         | HD-5                 |
| 27                   | Carlos Rodríguez (ESP) (route) | 10e                  |

| UAE Team Emirates UAD | UAE Team Emirates UAD  | UAE Team Emirates UAD |
| --------------------- | ---------------------- | --------------------- |
| Num                   | Coureur                | Pos                   |
| 31                    | Mikkel Bjerg (DEN)     | NP-1                  |
| 32                    | Rafał Majka (POL)      | 12e                   |
| 33                    | Brandon McNulty (USA)  | 8e                    |
| 34                    | Sebastián Molano (COL) | 85e                   |
| 35                    | Domen Novak (SLO)      | AB-5                  |
| 36                    | Marc Soler (ESP)       | 13e                   |
| 37                    | Diego Ulissi (ITA)     | 11e                   |

| Bahrain Victorious TBV | Bahrain Victorious TBV | Bahrain Victorious TBV |
| ---------------------- | ---------------------- | ---------------------- |
| Num                    | Coureur                | Pos                    |
| 41                     | Pello Bilbao (ESP)     | 4e                     |
| 42                     | Damiano Caruso (ITA)   | 33e                    |
| 43                     | Mikel Landa (ESP)      | 7e                     |
| 44                     | Gino Mäder (SUI)       | 60e                    |
| 45                     | Matej Mohorič (SLO)    | 42e                    |
| 46                     | Wout Poels (NED)       | 47e                    |
| 47                     | Fred Wright (GBR)      | 66e                    |

| Trek-Segafredo TFS | Trek-Segafredo TFS            | Trek-Segafredo TFS |
| ------------------ | ----------------------------- | ------------------ |
| Num                | Coureur                       | Pos                |
| 51                 | Giulio Ciccone (ITA)          | 2e                 |
| 52                 | Kenny Elissonde (FRA)         | 22e                |
| 53                 | Amanuel Ghebreigzabhier (ERI) | 65e                |
| 55                 | Bauke Mollema (NED)           | 18e                |
| 56                 | Edward Theuns (BEL)           | 81e                |

| Intermarché-Circus-Wanty ICW | Intermarché-Circus-Wanty ICW | Intermarché-Circus-Wanty ICW |
| ---------------------------- | ---------------------------- | ---------------------------- |
| Num                          | Coureur                      | Pos                          |
| 61                           | Rui Costa (POR)              | 1er                          |
| 62                           | Biniam Girmay (ERI)          | AB-4                         |
| 63                           | Madis Mihkels (EST)          | 76e                          |
| 64                           | Laurens Huys (BEL)           | 87e                          |
| 65                           | Mike Teunissen (NED)         | 75e                          |
| 66                           | Loïc Vliegen (BEL)           | 35e                          |
| 67                           | Georg Zimmermann (GER)       | 19e                          |

| Movistar Team MOV | Movistar Team MOV         | Movistar Team MOV |
| ----------------- | ------------------------- | ----------------- |
| Num               | Coureur                   | Pos               |
| 71                | Alex Aranburu (ESP)       | 9e                |
| 72                | Jorge Arcas (ESP)         | 40e               |
| 73                | Iván García Cortina (ESP) | 80e               |
| 74                | Lluís Mas (ESP)           | 97e               |
| 75                | Antonio Pedrero (ESP)     | 24e               |
| 76                | José Joaquín Rojas (ESP)  | 38e               |
| 77                | Gonzalo Serrano (ESP)     | 34e               |

| Astana Qazaqstan Team AST | Astana Qazaqstan Team AST | Astana Qazaqstan Team AST |
| ------------------------- | ------------------------- | ------------------------- |
| Num                       | Coureur                   | Pos                       |
| 81                        | David de la Cruz (ESP)    | NP-5                      |
| 82                        | Luis León Sánchez (ESP)   | 25e                       |
| 83                        | Samuele Battistella (ITA) | 39e                       |
| 84                        | Gianmarco Garofoli (ITA)  | NP-4                      |
| 85                        | Javier Romo (ESP)         | 56e                       |
| 86                        | Christian Scaroni (ITA)   | 44e                       |
| 87                        | Simone Velasco (ITA)      | 53e                       |

| Team Jayco AlUla JAY | Team Jayco AlUla JAY       | Team Jayco AlUla JAY |
| -------------------- | -------------------------- | -------------------- |
| Num                  | Coureur                    | Pos                  |
| 91                   | Eddie Dunbar (IRL)         | NP-2                 |
| 92                   | Lawson Craddock (USA)      | 52e                  |
| 93                   | Callum Scotson (AUS)       | 15e                  |
| 94                   | Alessandro De Marchi (ITA) | 67e                  |
| 95                   | Tsgabu Grmay (ETH)         | 48e                  |
| 96                   | Hagos Welay Berhe (ETH)    | AB-2                 |
| 97                   | Blake Quick (AUS)          | HD-5                 |

| Uno-X Pro Cycling Team UXT | Uno-X Pro Cycling Team UXT  | Uno-X Pro Cycling Team UXT |
| -------------------------- | --------------------------- | -------------------------- |
| Num                        | Coureur                     | Pos                        |
| 101                        | Alexander Kristoff (NOR)    | 90e                        |
| 102                        | Louis Bendixen (DEN)        | 63e                        |
| 103                        | Anders Skaarseth (NOR)      | 69e                        |
| 104                        | Niklas Eg (DEN)             | 61e                        |
| 105                        | Jonas Gregaard Wilsly (DEN) | 36e                        |
| 106                        | Torstein Træen (NOR)        | 14e                        |
| 107                        | Anthon Charmig (DEN)        | 17e                        |

| Team Flanders-Baloise TFB | Team Flanders-Baloise TFB | Team Flanders-Baloise TFB |
| ------------------------- | ------------------------- | ------------------------- |
| Num                       | Coureur                   | Pos                       |
| 111                       | Ruben Apers (BEL)         | AB-2                      |
| 112                       | Kamiel Bonneu (BEL)       | NP-2                      |
| 113                       | Toon Clynhens (BEL)       | 62e                       |
| 114                       | Sander De Pestel (BEL)    | 82e                       |
| 115                       | Lindsay De Vylder (BEL)   | 88e                       |
| 116                       | Jules Hesters (BEL)       | HD-5                      |
| 117                       | Ward Vanhoof (BEL)        | 91e                       |

| Green Project-Bardiani CSF-Faizanè BCF | Green Project-Bardiani CSF-Faizanè BCF | Green Project-Bardiani CSF-Faizanè BCF |
| -------------------------------------- | -------------------------------------- | -------------------------------------- |
| Num                                    | Coureur                                | Pos                                    |
| 121                                    | Luca Covili (ITA)                      | 46e                                    |
| 122                                    | Filippo Fiorelli (ITA)                 | 96e                                    |
| 123                                    | Davide Gabburo (ITA)                   | 58e                                    |
| 124                                    | Riccardo Lucca (ITA)                   | NP-3                                   |
| 125                                    | Alex Tolio (ITA)                       | 41e                                    |
| 126                                    | Alessandro Tonelli (ITA)               | 59e                                    |
| 127                                    | Samuele Zoccarato (ITA)                | 71e                                    |

| Caja Rural-Seguros RGA CJR | Caja Rural-Seguros RGA CJR | Caja Rural-Seguros RGA CJR |
| -------------------------- | -------------------------- | -------------------------- |
| Num                        | Coureur                    | Pos                        |
| 131                        | Orluis Aular (VEN) (route) | HD-5                       |
| 132                        | Fernando Barceló (ESP)     | 51e                        |
| 133                        | Jon Barrenetxea (ESP)      | 55e                        |
| 134                        | Mulu Hailemichael (ETH)    | 94e                        |
| 135                        | Sergio Román Martín (ESP)  | 43e                        |
| 136                        | Joel Nicolau (ESP)         | AB-4                       |
| 137                        | Eduard Prades (ESP)        | AB-4                       |

| Human Powered Health HPM | Human Powered Health HPM    | Human Powered Health HPM |
| ------------------------ | --------------------------- | ------------------------ |
| Num                      | Coureur                     | Pos                      |
| 141                      | Stanisław Aniołkowski (POL) | HD-5                     |
| 142                      | Alan Banaszek (POL)         | AB-2                     |
| 143                      | Stephen Bassett (USA)       | HD-5                     |
| 144                      | August Jensen (NOR)         | 73e                      |
| 145                      | Colin Joyce (USA)           | 89e                      |
| 146                      | Barnabás Peák (HUN)         | 95e                      |
| 147                      | Benjamin Perry (CAN)        | 92e                      |

| Equipo Kern Pharma EKP | Equipo Kern Pharma EKP | Equipo Kern Pharma EKP |
| ---------------------- | ---------------------- | ---------------------- |
| Num                    | Coureur                | Pos                    |
| 151                    | Roger Adrià (ESP)      | NP-3                   |
| 152                    | Urko Berrade (ESP)     | 64e                    |
| 153                    | Giovanni Carboni (ITA) | 57e                    |
| 154                    | Héctor Carretero (ESP) | NP-5                   |
| 155                    | Jon Agirre (ESP)       | 32e                    |
| 156                    | Iñigo Elosegui (ESP)   | 79e                    |
| 157                    | Pablo Castrillo (ESP)  | 93e                    |

| Burgos-BH BBH | Burgos-BH BBH              | Burgos-BH BBH |
| ------------- | -------------------------- | ------------- |
| Num           | Coureur                    | Pos           |
| 161           | Óscar Pelegrí (ESP)        | HD-5          |
| 162           | Andrés Camilo Ardila (COL) | 84e           |
| 163           | José Manuel Díaz (ESP)     | 45e           |
| 164           | Jesús Ezquerra (ESP)       | AB-3          |
| 165           | Daniel Navarro (ESP)       | 54e           |
| 166           | Pelayo Sánchez (ESP)       | 50e           |
| 167           | Ander Okamika (ESP)        | 78e           |

| Euskaltel-Euskadi EUS | Euskaltel-Euskadi EUS    | Euskaltel-Euskadi EUS |
| --------------------- | ------------------------ | --------------------- |
| Num                   | Coureur                  | Pos                   |
| 171                   | Antonio Jesús Soto (ESP) | AB-4                  |
| 172                   | Unai Cuadrado (ESP)      | 86e                   |
| 173                   | Xabier Isasa (ESP)       | 83e                   |
| 174                   | Mikel Bizkarra (ESP)     | 16e                   |
| 175                   | Gotzon Martín (ESP)      | 26e                   |
| 176                   | Joan Bou (ESP)           | 28e                   |
| 177                   | Mikel Iturria (ESP)      | 74e                   |

| Q36.5 Pro Cycling Team Q36 | Q36.5 Pro Cycling Team Q36 | Q36.5 Pro Cycling Team Q36 |
| -------------------------- | -------------------------- | -------------------------- |
| Num                        | Coureur                    | Pos                        |
| 181                        | Filippo Conca (ITA)        | 31e                        |
| 182                        | Tom Devriendt (BEL)        | 49e                        |
| 183                        | Damien Howson (AUS)        | HD-5                       |
| 184                        | Tobias Ludvigsson (SWE)    | AB-5                       |
| 185                        | Matteo Moschetti (ITA)     | HD-5                       |
| 186                        | Antonio Puppio (ITA)       | AB-4                       |
| 187                        | Nicolò Parisini (ITA)      | 70e                        |